# Andy Russell (NFL)
Andy Russell (Detroit, Michigan; 29 de octubre de 1941 – 29 de febrero de 2024) fue un jugador estadounidense de fútbol americano que jugó doce temporadas en la NFL con los Pittsburgh Steelers en la posición de linebacker, ganó dos ediciones de Super Bowl y fue a siete Pro Bowl.

## Carrera
A nivel universitario jugó para los Missouri Tigers, donde sacó el título de bachiller y maestría en economía. Él nunca jugó fútbol americano a nivel de preparatoria, pero en su segunda temporada universitaria ya era titular en la posición de end. En su tercera temporada pasó a ser fullback y luego linebacker, logrando todos los honores e estatales en su última temporada. 
Fue seleccionado en la posición 220 de la ronda 16 por los Pittsburgh Steelers en el draft de 1963, y en su año de novato solo oes perdió un partido, el cual fue ante los Chicago Bears por el campeonato de la NFC. Russell se retiraría temporalmente para unirse al Ejército de los Estados Unidos a tiempo completo como miembro de la reserva de los campos de entrenamiento en Missouri. Regresaría a jugar con los Steelers en 1966, equipo donde permaneció las siguientes 11 temporadas.
Russell sería uno de los miembros de la defensiva llamada Cortina de Acero, y sería el JMV de los Steelers en 1971. Tuvo siete apariciones en el Pro Bowl y ganó dos anillos de Super Bowl en el Super Bowl IX y Super Bowl X. El 27 de diciembre de 1975 impuso un récord en la NFL al realizar el regreso de touchdown más largo en un partido de playoff, el cual fue de 93 yardas en el Three Rivers Stadium en la victoria ante los Baltimore Colts, el único en su carrera. Algunos dicen que esa jugada fue la que mayor tiempo consumió en un playoff. En 2011 la Professional Football Researchers Association eligió a Russell para el PFRA Hall of Very Good Class de 2011.